# École nationale supérieure d'électrotechnique, d'électronique, d'informatique, d'hydraulique et des télécommunications
Fundada en 1907, l’École nationale supérieure d'électrotechnique, d'électronique, d'informatique, d'hydraulique et des télécommunications, també anomenada ENSEEIHT, és una Grande école d'enginyeria de França. Està situada a Tolosa de Llenguadoc, França.
L’ENSEEIHT és un establiment públic d'ensenyament superior i recerca tècnica.
L'Escola lliura 
- el diploma d'enginyer de ENSEEIHT (Màster Ingénieur ENSEEIHT)
- el diploma Màster recerca i de doctorat (en associació amb École nationale de l'aviation civile)[1]
- Mastère spécialisé
- MOOC.[2]

## Laboratoris d'investigació
- Mecànica de fluids
- Enginyeria de sistemes
- Ciències de la computació[3]
- Energia